# Conopodium majus
Espèce
Classification phylogénétique

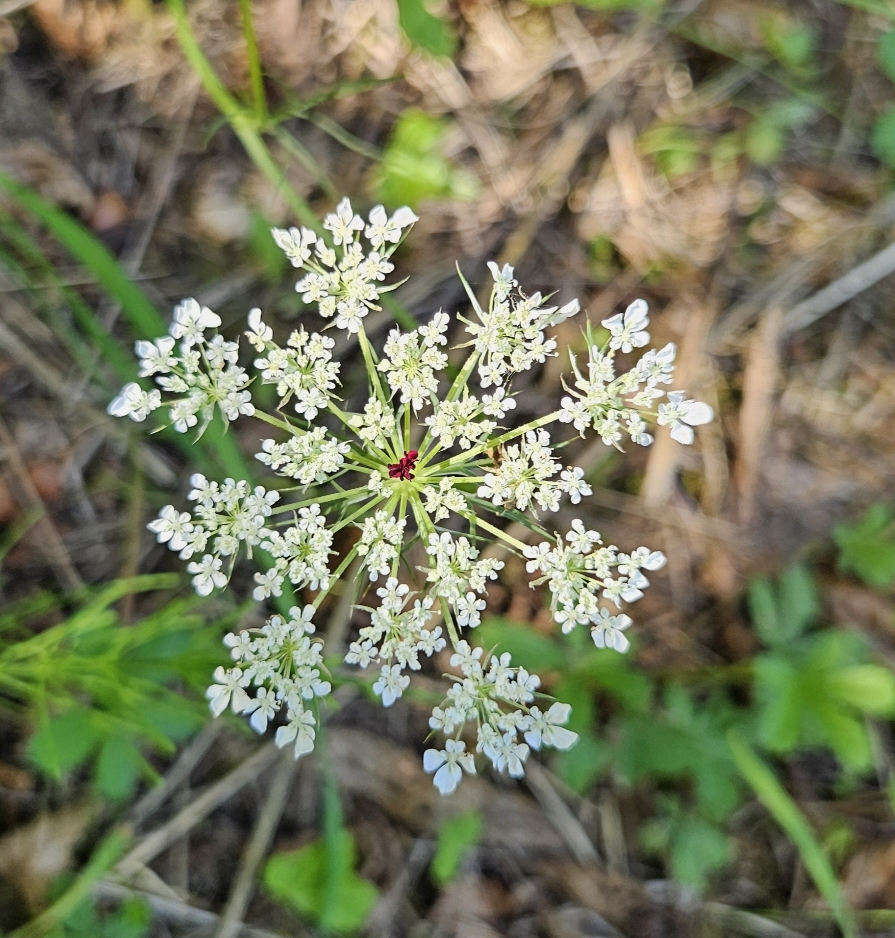
Ombelle de noix de terre (Conopodium majus)

Conopodium majus, en français le Conopode dénudé, est une espèce de plantes à fleurs de la famille des Apiaceae (Ombellifères). C'est une plante herbacée trouvée en Europe et en Afrique du Nord.
C'est une petite plante dont le tubercule souterrain est comestible et a un goût de noisette. À sa floraison entre mai et juillet (petites fleurs blanches), elle perd ses feuilles, ce qui lui vaut ce nom de « dénudé ». Cette espèce dont on ne trouve que rarement des traces archéobotaniques pourrait avoir été consommée par l'homme préhistorique ou avoir joué d'autres rôles à l'âge du bronze.

## Description

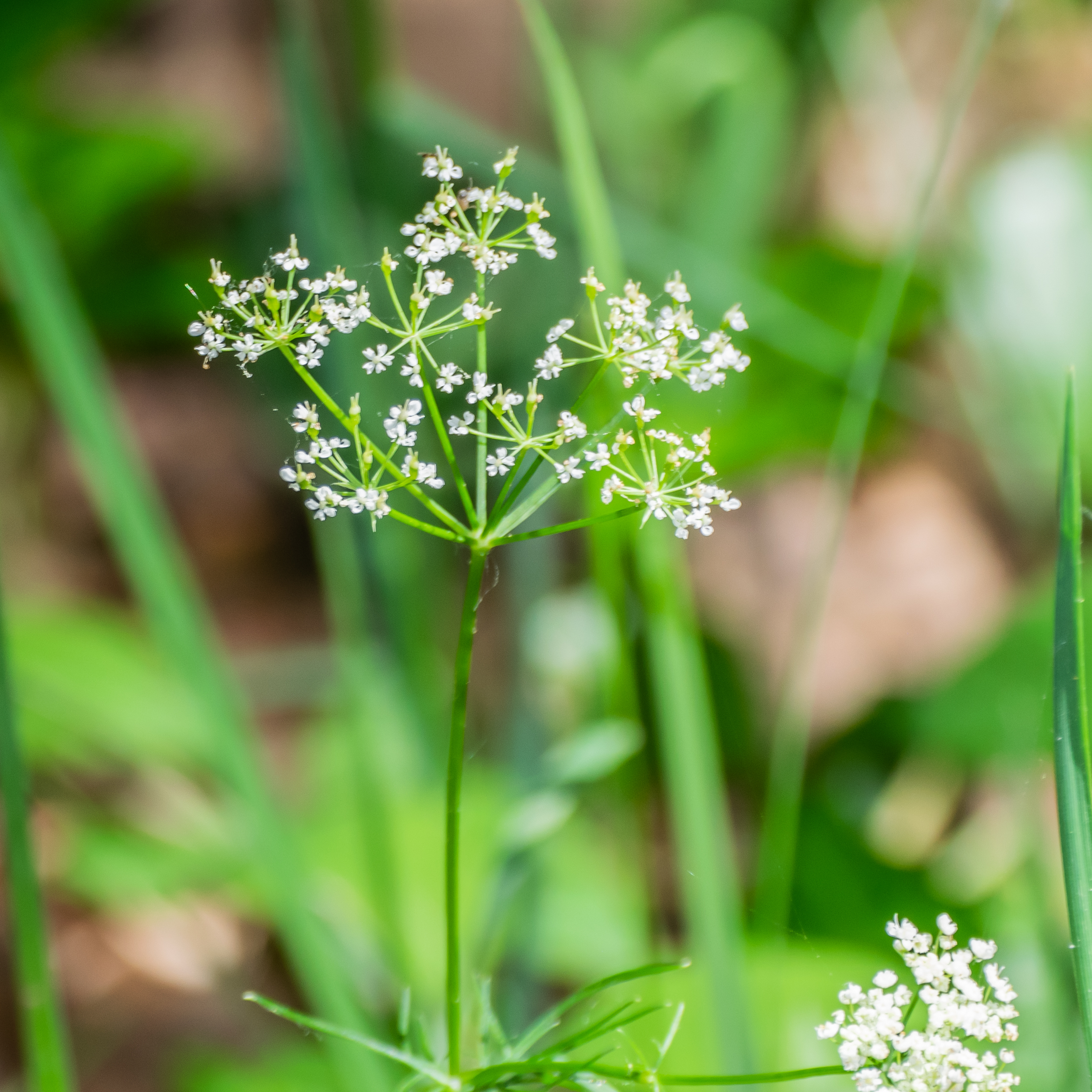
Vue de la plante.

La plante atteint entre 15 et 50 cm de haut, avec une tige dépourvue de feuilles à la base.

## Distribution et habitat
En Europe occidentale : on le retrouve de la Norvège à l'Italie. Il est commun dans les îles Britanniques, rare sur le continent à hauteur de la mer du Nord, mais semblant en extension vers le Nord et le Nord-Est. On le rencontre aussi en Afrique du Nord.
On trouve ce conopode dans les bois clairs et les clairières, en lisière ou dans les chemins de forêts. Généralement sur sols acides, légers.

## Terminologie

### Synonymie
- Bunium denudatum DC
- Conopodium denudatum Koch

### Noms vernaculaires
La plante est connue sous différents noms vernaculaires qui peuvent aussi désigner des plantes analogues, d'où la complexité de ces appellations traditionnelles :
On parle en français de terre-noix, noix de terre ou encore châtaigne de terre. Attention, les mots terre-noix et noix de terre désignent aussi l'arachide et le Bunium bulbocastanum.
Les termes gernotte, génotte, jarnotte, janotte, giernotte sont dialectaux et typiques de l'ouest et du nord ouest. D'origine normande, leur distribution s'est étendue dans le lexique du Maine et de la Haute-Bretagne (gallo). Il existe aussi des formes altérées : jeanotte et jeannette, la seconde prêtant confusion avec la jeannette « narcisse des poètes » (Narcissus poeticus) ou « coucou » (Narcissus pseudonarcissus). Ces différentes variantes sont issues du vieux norrois *jarðhnot de jörð, génitif jarðar « terre » (scandinave jord, anglais earth, allemand Erde) et hnot « noix » (norv. nøtt, danois nød, suédois nöt, anglais nut et allemand Nuß), d'où le norvégien Jordnøtt « noix de terre, arachide, cacahuète », danois Jordnød « terre-noix, arachide, cacahuète », suédois jordnöt « châtaigne d'eau », « mâcre nageante (Trapa natans) » cf. aussi allemand Erdnuß « terre-noix, arachide, cacahuète ».
Abernotte en Vendée qui semble être une altération des précédents.
Kraoñ–douar, keler ou kolor en Basse-Bretagne et Kokolodig en pays Bigouden.
Mugette dans les Pyrénées car on la disait très prisée par les ours bruns dans les Pyrénées françaises.
Carabichou dans la région stéphanoise.
En anglais groundnut, hognut ou pignut car elle serait bonne pour les cochons (pig).
Castañuelas (« la castagnette ») en Espagne.
Aussi, par dérivé, on l’appelle la noix de saint Antoine (saint Antoine le Grand, qui était entre autres, le patron des porchers). En effet, de nombreuses représentations du saint (seulement depuis la fin du XIVe s.) nous le montrent accompagné d'un cochon portant une clochette. Le cochon n'a rien à voir avec la vie du saint mais avec un ordre religieux fondé en Dauphiné en 1095 : les Antonins. Les porcs n'avaient pas le droit d'errer librement dans les rues, à l'exception de ceux des Antonins, reconnaissables à leur clochette.

## Cueillette
Mieux vaut ne ramasser les tubercules que là où la plante est vraiment abondante. En général, ils sont profondément enfoncés dans la terre et la tige se casse facilement : leur récolte n'est pas toujours aisée. On peut les consommer crus ou cuits.

## Particularités et folklore
Mangé cru, on lui prête des vertus apaisant les aigreurs d’estomac. Il peut aussi se déguster cuit, notamment poêlé. En Irlande on dit que le Conopode est la nourriture préférée des Leprechauns. En Écosse, un adage dit du conopode « si vous en mangez trop, vous aurez des poux plein la tête », elle est appelée lousy arnut .